# Коптяжево (Оренбургская область)
Коптяжево — село в Бугурусланском районе Оренбургской области в составе Пилюгинского сельсовета.

## География

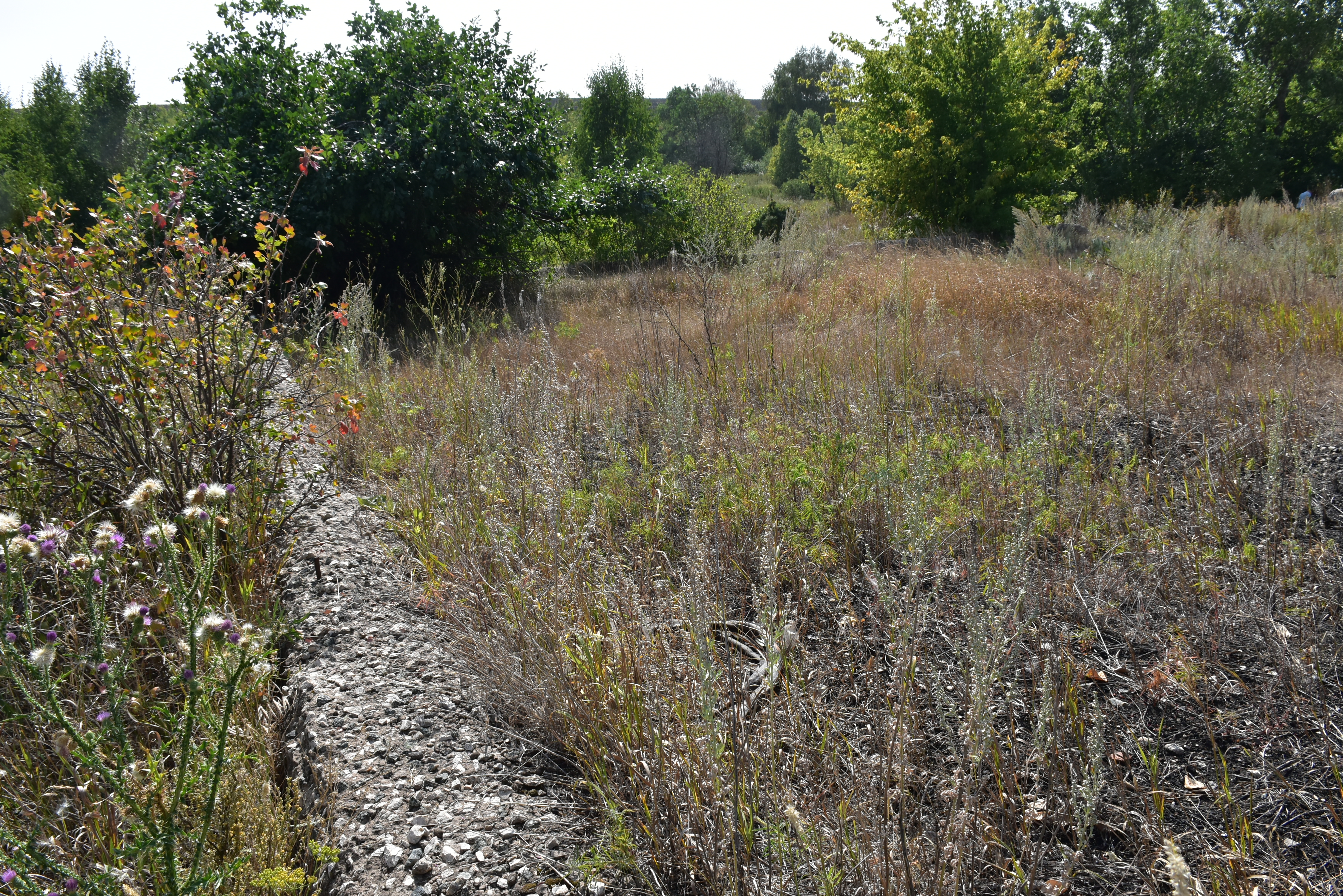
Садкинский асфальтитовый рудник

Находится на правом берегу реки Малый Кинель на расстоянии примерно 25 километров по прямой на юг-юго-запад от центра города Бугуруслан. В 6 км к западу от села находится редкое для Оренбургской области и всего Волго-Уральского региона месторождение твердых углеводородов – асфальтитов Садкинский асфальтитовый рудник. С находки садкинского асфальтита начиналось открытие промышленной нефти Оренбургского Предуралья.

## История
Село основано помещиком Иваном Андреевичем Коптяжевым (служащий Оренбургской губернской канцелярии) в XVIII веке. Упоминается с 1769 года. Церковь появилась в 1849 году.

## Население
Население составляло 424 человека в 2002 году (русские 75%), 333 по переписи 2010 года.